# Adrian Simion
Adrian Simion (Bucareste, 2 de agosto de 1961) é um ex-handebolista profissional, atuava como goleiro, medalhista olímpico.

## Títulos
- Jogos Olímpicos:
  - Bronze: 1984